# Zdzisław Jachimecki
Zdzisław Jachimecki (Lviv, 7 de juliol de 1882 – Cracòvia, 27 d'octubre de 1953) fou un compositor, musicòleg i director d'orquestra polonès.
Va estudiar música des d'infant (piano i violí) i va fer els seus estudis musicals a Cracòvia i Viena (amb Guido Adler; contrapunt i composició amb Hermann Graedener i Arnold Schönberg); i també hi va estudiar filosofia i eslavística. El 1906 es doctorà amb un estudi sobre el músic polonès del segle xvi Mikołaj Gomółka. Després tornà a Cracòvia on fou professor d'harmonia al Conservatori de Cracòvia i professor de música a la Universitat Jagellònica.
El 6 de novembre de 1939, en l'operació Sonderaktion Krakau va ser arrestat pels nazis junt amb més d'un centenar de professors de Cracòvia i deportat a Sachsenhausen. En pogué sortir al cap d'uns mesos i va continuar donant lliçons de teoria i història de la música en la clandestinitat. El 1945 li fou restituïda la plaça de professor a la Universitat Jagellònica, on continuà fins a la seva mort, i on tingué infinitat d'alumnes, entre ells el seu conciutadà Bogusław Schaeffer. Va ésser condecorat amb l'Orde Polònia Restituta i amb l'orde txeca del Lleó Blanc.
Entre les seves obres d'història musical hi figuren: Die Musik an dem Hofe des Königs Wladyslaw Jagiello (14-24, 1430) i Geschichte der politischen Musik im Umriss (1921). És autor d'interessants monografies sobre Mozart, Wagner, Hugo Wolf i Moniusko. Entre les seves obres musicals s'han d'elogiar diversos lieder, inspirats en el sentiment popular nacional. També va compondre diverses obres per a orquestra.